# 海康威视
杭州海康威视数字技术股份有限公司，簡稱海康威視，是一家位于中国杭州市的视频监控、記錄器、存儲设备、測速桿、交通號誌等的供应商，其主要控股方為央企中国电子科技集团。

## 歷史
海康威視是由「浙江海康信息技术股份有限公司」於2001年正式成立，最初公司持有百分之五十一的股權，另外百分之四十九的股權由龚虹嘉持有。海康威視主要生產符合視頻監視市場的產品。它將其年收入的8％用於研發。
到2015年底，總共有18,000名員工和7,181名工程師在其研發團隊工作。
2006年，海康威視產品應用在德國世界盃、上海六國峰會、青藏鐵路等重要場合，被評為2006十大智能建築品牌之「監視十大品牌」。
2008年，海康威視產品系統順利完成保障「2008北京奧運」鳥巢及31場館的安保任務。入選「2008全球華商高科技500強榜單」。
2009年，成為上海世博安保項目主要監視產品提供商。
2010年，海康威視A股五月在深圳證券交易所正式掛牌上市。該公司通過超過“全球155個國家和地區的2,400個合作夥伴”向全球市場提供監視產品，並在全球18個地區開展業務。位列IMS「全球CCTV和視頻監視設備市場調查報告」DVR市場占有率第1、闭路电视监控和視頻監視市場占有率第5。成為2010廣州亞運安防產品及解決方案的主要供應商。
2012年，海康威視收購河南華安保全51%股權。2012年IMS研究結果發布，海康威視躍居全球視頻監視第一。
2014年，連續兩季獲得中國存儲iSCSI市場排名第一，躋身2014年財富中國500強。
2015年5月，中國共產黨中央委員會總書記習近平視察海康威視。同年海康威視成立了負責智能家居市场業務的子公司萤石网络，2016年海康威視将其分拆单独运营。海康威視具有控股權。
2016年10月，該公司達成了使用Movidius計算機視覺技術的協議。
2019年3月，该公司发布了AI Cloud物信融合数据平台，主要能力包括横向跨网融合、纵向跨层汇聚、双网三类应用、保障数据安全等。

## 国际限制或制裁禁令
2019年5月，美国政府考虑将海康威视列入实体清单，限制其购买美国技术。海康威视股票随之下跌了5%左右，接近跌停的最低限。对此，海康威视公司回应称“暂时没有接到消息”。另外在报道中提及了海康威视的新疆业务，对此海康威视回应称，公司未曾因“新疆人权问题”受到任何政府、任何人权机构等的调查取证，也未有媒体就该问题向海康威视进行全面的、深入的核实情况。
2019年8月7日，美国总务署、美国国防部以及NASA在美国总务署网站上宣佈，以“公共安全”及“国家安全”为由，拟从8月13日起，禁止美国联邦机构购买或使用海康威视视频监控设备。10月8日，美国商务部决定，以新疆穆斯林人权问题为由，将海康威视等8家中国企业列入美国《出口管制条例》实体清单。

#### 中國方面反應
海康威视其後回應表示反对美国把公司纳入实体清单，認為这个决定没有事实根据，要求美国政府以公正原則重新进行审视。
中國外交部於禁令宣佈的同日作出回應，表示︰「美國根據其國內法對中國實體實施單邊制裁，打著人權的幌子，藉機污衊抹黑中國的治疆政策，粗暴干涉中國內政，中方對此表示強烈不滿和堅決反對。」

### 乌克兰制裁支援俄罗斯的战争支持者名单
2023年6月5日，乌克兰国家预防腐败局（NAZK）宣布将海康威视、大华科技一同列入俄罗斯入侵乌克兰战争的国际赞助商名单。NAZK对这制裁理由指出，由于这两家公司透过从中国出口其用于无人机的视像设备和相关组件给于俄罗斯，为俄罗斯提供了对杀害乌克兰人的直接支援。